# Choose Me – Sag Ja
Choose Me – Sag Ja (Originaltitel: Choose Me) ist ein US-amerikanischer Film aus dem Jahre 1984. Regie führte Alan Rudolph.

## Handlung
Der Film spielt in Los Angeles: Mickey, der vorgibt, Literatur studiert, in Berlin und Moskau als Agent gearbeitet zu haben und in Las Vegas zu wohnen, geht eine Beziehung mit Eve ein. Gleichzeitig lernt Eve eine andere Frau, Nancy, kennen, die bei ihr einzieht. Eve weiß nicht, dass es sich bei Nancy und Dr. Love, einer Psychologin und Radiomoderatorin, um dieselbe Person handelt.
Als Eve nicht zuhause ist und Mickey stattdessen Nancy antrifft, entschließt er sich, anstelle von Eve mit Nancy zu schlafen. Er erzählt Nancy dabei, dass er jede Frau, die er küsst auch heiraten möchte. Nancy erfährt auch, dass Mickeys Erlebnisse in Europa wahr waren und er kein Lügner oder Hochstapler ist.
Eve ruft in Dr. Loves Radiosendung an und fragt um deren Meinung zu ihrer Beziehung mit Mickey. Dr. Love bestärkt Eve in ihrer Liebe zu Mickey.
Als Mickey nach Las Vegas aufbricht, sieht er Eve auf einem Hausdach. Über die Treppe kommt er zu ihr und es kommt schließlich zwischen beiden zum Kuss.

## Kritik
„Eine kalifornische "Reigen"-Version, die das Verhalten kommunikationsgestörter Menschen in eine skurrile erotische Komödie umsetzt. In elliptischer Erzählform, mit eleganter Kameraführung und treffenden musikalischen wie farbdramaturgischen Kommentaren, entwickeln sich in dem typisch amerikanischen Dekor-Kino der 80er Jahre stimmige psychologische Nuancen.“